# گمینا واشنگوو
گمینا واشنگوو (به لهستانی:  Gmina Waśniów) یک گمینا در لهستان است که در شهرستان اوستروویتس واقع شده‌است. گمینا واشنگوو ۱۱۱٫۲۹ کیلومتر مربع مساحت و ۷٬۰۵۶ نفر جمعیت دارد.